# Genocidaris
Genocidaris is een geslacht van zee-egels uit de familie Trigonocidaridae. De wetenschappelijke naam van de soort werd in 1869 voorgesteld door Alexander Agassiz.

## Soorten
- Genocidaris incerta H.L. Clark, 1928
- Genocidaris maculata A. Agassiz, 1869